# Arctosa tridens
Arctosa tridens là một loài nhện trong họ Lycosidae.
Loài này thuộc chi Arctosa. Arctosa tridens được Eugène Simon miêu tả năm 1937.